# Zulg
Zulg är ett vattendrag i Schweiz. Zulg mynnar i floden Aare. Det ligger i den centrala delen av landet.
Vid flodens övre lopp finns en mosaik av skog och ängar och vid nedre loppet är det i huvudsak tätbebyggt.